# Émile Augier

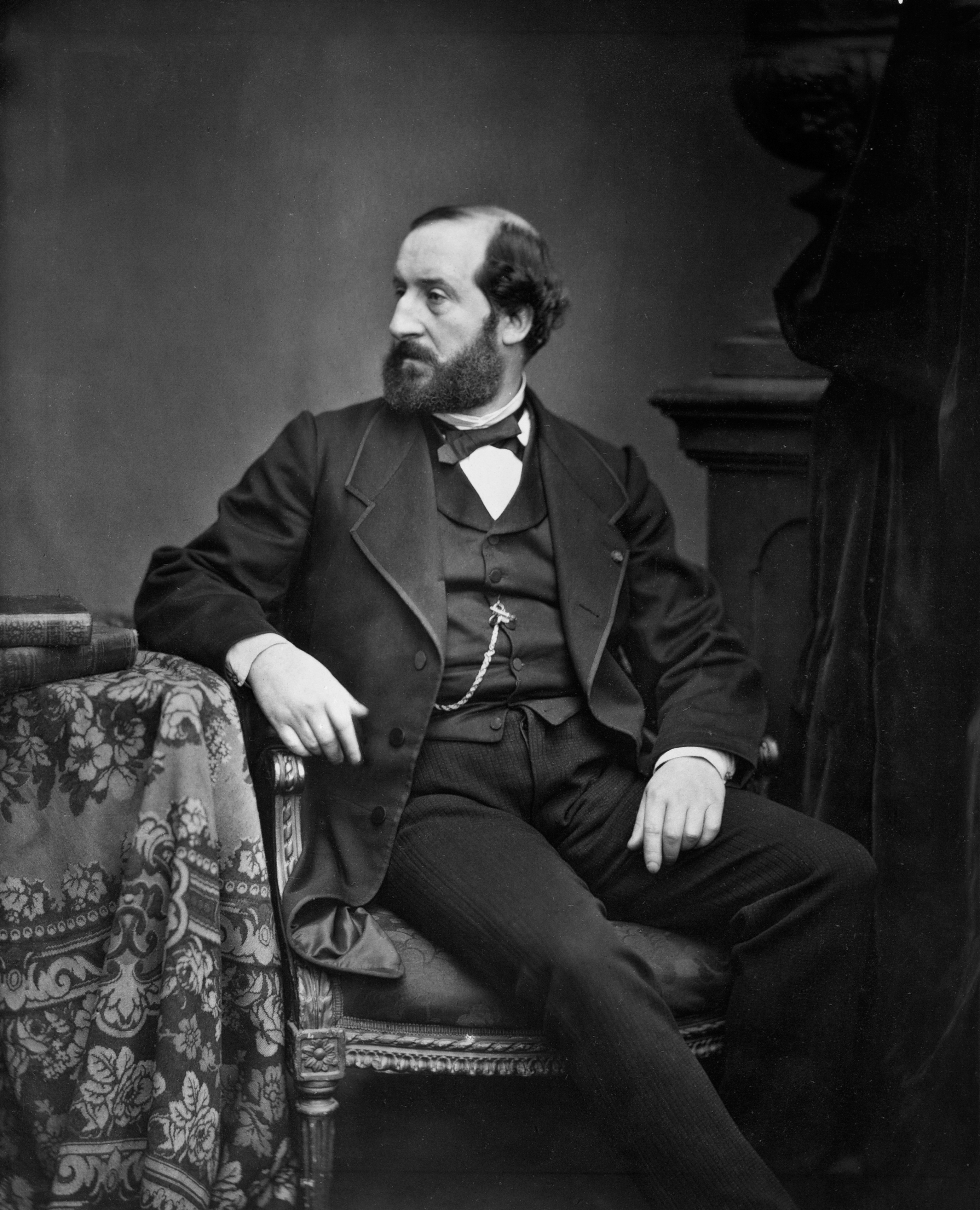
Émile Augier omstreeks 1870

Guillaume Victor Émile Augier (Valence, 17 september 1820 - Croissy-sur-Seine, 25 oktober 1889) was een Frans toneelschrijver. Hij was lid van de Académie française. In zijn toneelstukken beschreef hij het eigentijdse leven van de Franse bourgeoisie waardoor de sociologen achteraf een goed beeld konden schetsen van de toenmalige burgerij.

## Levensloop
Augier werd in de stad Valence geboren in een familie uit de hogere burgerij. Zijn vader was advocaat en zijn grootvader was de schrijver Guillaume Pigault-Lebrun. In 1828 verhuisde de familie Augier naar Parijs.
Hij studeerde er aan het Lycée Henri-IV, een van belangrijkste middelbare scholen van de hoofdstad. Daarna studeerde hij rechten en schreef zich in aan de balie van Parijs.
Als advocaat schreef hij zijn eerste toneelstukken. In 1844 werd de door hem geschreven komedie La Ciguë geweigerd door de Comédie-Française. In het Théâtre de l'Odéon werd het stuk wel gespeeld en werd het een groot succes. Meteen was de toneelcarrière van Augier gelanceerd. Ook zijn volgende werken kenden veel succes. In 1857 werd Augier verkozen tot lid van de Académie française.
Zijn laatste toneelstuk, de komedie Les Fourchambault werd in 1878 opgevoerd. Nadien schreef hij niets meer, bezorgd als hij was om minderwaardig werk af te leveren. Hij stierf in zijn woonplaats Croissy-sur-Seine op 69-jarige leeftijd.

## Werk

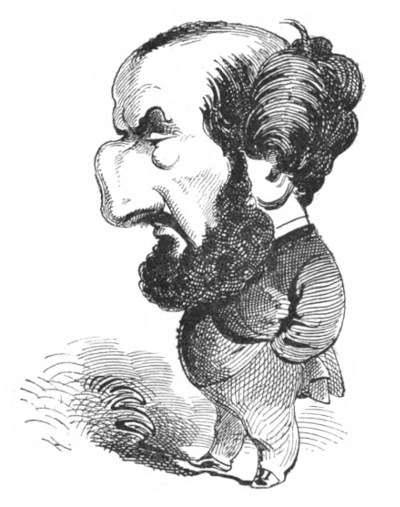
Spotprent van Émile Augier

Augier beschreef het bourgeoisiemilieu tijdens de Julimonarchie, de Tweede Franse Republiek en het Tweede Franse Keizerrijk. Hij gaf vooral de waarden van dit milieu weer en veroordeelde de excessen (winstbejag, overspel, echtscheiding) ervan.
In zijn eerste toneelstuk La Ciguë richtte hij zich voornamelijk tegen de moderne wereld, in Gabriëlle uit 1849 richtte hij zich meer specifiek tegen het overspel.
Hij maakte deel uit van de zogenaamde schrijvers van de School van gezond verstand die op dat moment zeer in de smaak viel bij het Franse publiek. Zijn stukken werden eveneens vertaald en opgevoerd in theaters in andere Europese landen. De romantiek van zijn eerste toneelstukken maakte plaats voor een realistischer theater.
Later waagde Augier zich eveneens aan een satirische beschrijving van de burgerij met Les Effrontés uit 1861. In Le Fils du Giboyer uit 1862 trekt hij hard van leer tegen het klerikalisme uit die tijd. Het leverde hem de banbliksems van de katholieke pers op die antwoordde met een pamflet. Het stuk kon enkel opgevoerd worden na de persoonlijke tussenkomst van keizer Napoleon III.
Daarna keerde Augier terug naar de zedenkomedies met Maître Guérin, Lions et Renards en Madame Caverlet dat handelde over de echtscheiding.
Augier zocht samenwerking met andere kunstenaars: L'Habit vert uit 1849 in vaudeville-stijl werd geschreven in samenwerking met Alfred de Musset en beschreef het leven in het Quartier Latin. Le Gendre de M. Poirier schreef hij samen met Jules Sandeau. De muziek voor zijn opera Sapho werd geschreven door Charles Gounod.
In 1876 begon Augier met het publiceren van zijn verzameld theaterwerk. Tussen 1876 en 1890 werden zeven boekdelen uitgegeven. In de inleidingen legde hij aan de lezers uit dat hij vooral een waarnemer en een vertaler van de gebruiker uit zijn tijd wilde zijn en dat hij zich afzette tegen de hypocrisie van de burgerij, tegen het winstbejag, tegen overspel en tegen het klerikalisme uit zijn tijd.

## Werken

### Toneel
- La Ciguë, 1844
- Un Homme de bien, 1845
- L'Habit vert, 1849
- Gabrielle, 1849
- La Chasse au roman, 1851
- Sapho (opera), 1851
- Diane, 1852
- Les Méprises de l'amour, 1852
- Philiberte, 1853
- La Pierre de touche, 1853
- Le Gendre de M. Poirier, 1854
- Ceinture dorée, 1855
- Le Mariage d'Olympe, 1855
- La Jeunesse, 1858
- Les Lionnes pauvres, 1858
- Un beau mariage, 1859
- L'Aventurière, 1860
- Les Effrontés, 1861
- Les Fils de Giboyer, 1862
- Maître Guérin, 1864
- La Contagion, 1866
- Paul Forestier, 1868
- Le Post-Scriptum, 1869
- Lions et Renards, 1869
- Jean de Thommeray 1873
- Madame Caverlet, 1876
- Le Prix Martin 1876
- Les Fourchambault, 1878

### Dichtbundels
- Poésies complètes, 1852
- Les Pariétaires, 1855

### Verzamelwerken
- Théâtre complet (7 delen), 1876-1890
- Œuvres diverses, 1878